# Джулиани, Джулиано
Джулиано Джулиани (итал. Giuliano Giuliani, 29 сентября 1958, Рим — 14 ноября 1996, Болонья) — итальянский футболист, играл на позиции вратаря.
Выступал, в частности, за «Наполи» и «Удинезе», став с неаполитанцами чемпионом Италии и обладателем Кубка УЕФА.

## Игровая карьера
Родился 29 сентября 1958 года в городе Рим. Воспитанник футбольной школы клуба «Ареццо». Взрослую футбольную карьеру начал в 1976 году в основной команде того же клуба, в которой провел четыре сезона, приняв участие в 52 матчах чемпионата.
Своей игрой привлек внимание представителей тренерского штаба «Комо», к составу которого присоединился летом 1980 года и в сезоне 1980/81 дебютировал в Серии А. Всего сыграл за команду из Комо пять сезонов своей карьеры. Большинство времени, проведенного в составе «Комо», был основным голкипером команды. Отличался достаточно высокой надежностью, пропуская в играх чемпионата в среднем меньше одного гола за матч.
В 1985 году стал игроком «Вероны», где провел три сезона, после чего перешёл в «Наполи», где играли звездные Карека и Диего Марадона. В течение этих лет завоевал титул чемпиона Италии и стал обладателем Кубка УЕФА.
Завершил профессиональную игровую карьеру в клубе «Удинезе», за команду которого выступал в течение 1990—1993 годов. За фриульцев Джулиани провел два года в Серии Б и один в Серии А, спасая команду от вылета в сезоне 1992/93, после чего в возрасте 35 лет завершил игровую карьеру.

## Международная карьера
Джулиани представлял Италию на летних Олимпийских играх 1988 года, где был запасным вратарем, а команда заняла четвёртое место.

## Смерть
Умер 14 ноября 1996 года на 39-м году жизни в городе Болонья от СПИДа. В 2003 году, супруга футболиста Рафаэлла обвинила бывшего президента «Наполи», Коррадо Ферлайно, в использовании игроками его команды допинга, что привело к смерти её мужа. Ферлайно опроверг эти обвинения и заявил, что он никогда не использовал допинг в «Наполи» и не может взять на себя ответственность за смерть Джулиано Джулиани. Рафаэлла позже призналась, что обвинения против Ферлайно были вы двинуты на эмоциях и почвы под собой не имели. Тем не менее, слухи о возможном использовании допинга легендарной команды «Наполи» Марадоны остались.

## Титулы и достижения
- Чемпион Италии (1):

«Наполи»: 1989/90
- Обладатель Кубка УЕФА (1):

«Наполи»: 1988/89

## Ссылка
- Профиль футболиста на сайте worldfootball.net  (англ.)